# Pametna stakla
Pametna stakla ili stakla s mogućnošću promjene zatamnjenja, su stakla koja mijenjaju svoja svojstva prijenosa svjetlosti kada su pod utjecajem napona, svjetla ili topline. Pametna stakla kontroliraju količinu prijenosa svjetlosti, a samim time i prijenos topline. Kada se aktiviraju, stakla mijenjaju svoju prozirnost, blokirajući neke ili sve valne duljine svjetlosti. Pametna stakla mogu uštedjeti troškove za grijanje, klimatizaciju i rasvjetu i izbjeći troškove instaliranja i održavanja roleta ili zavjesa. S druge strane, pametna stakla imaju jako visoke materijalne troškove, troškove instalacija i troškove električne energije. Ograničenja su im izdržljivost i mogućnost zamračenja. 

## Električna pametna stakla

### Uređaji suspendiranih čestica (SPDs)
U uređajima suspendiranih čestica (eng. Suspended Particle Devices, SPDs) nalazi se tanki film štapićastih čestica suspendiranih u tekućem stanju. Tanki film nalazi se između dva komada od stakla ili plastike. Kada se primjenjuje bez napona, suspendirane čestice su nasumično posložene i pritom blokiraju i upijaju svjetlost, a kada se primjenjuje pri određenom naponu, suspendirane čestice su usklađene i propuštaju svjetlost. Različiti napon filma mijenja orijentaciju suspendiranih čestica, čime regulira nijansu stakla i količinu prenesene svjetlosti.
SPD-pametna stakla mogu biti ručno ili automatski podešena da precizno kontroliraju količinu propuštene svjetlosti i topline čime se smanjuje potreba za klima uređajima tijekom ljetnih mjeseci i grijanja tijekom zime. Pametna stakla mogu biti kontrolirana putem raznih medija kao što su automatski fotosenzori, detektori pokreta, aplikacije na mobitelima ili obični prekidači.
SPD-pametna stakla povećavaju korisničku kontrolu nad njegovim okruženjem, omogućuju bolju udobnost i blagostanje korisnika i poboljšavaju energetsku učinkovitost i efikasnost. Tehnologija omogućava blokiranje preko 99% UV zračenja.
SPD-pametna stakla u automobilskoj industriji
Komercijalizacija SPD-pametnih stakala ubrzano raste u automobilskoj industriji. Bočna, stražnja i krovna automobilska SPD-pametna stakla nude mnoge prednosti za putnike u vozilu. Zbog svojeg brzog prebacivanja, SPD-pametna stakla smanjuju neželjenu svjetlost i odsjaj te time omogućavaju korisnicima udobniju vožnju. SPD-pametna stakla također smanjuju pregrijavanje vozila zbog njihove mogućnosti blokiranja sunčeve topline. Navedene značajke smanjuju potrošnju automobilskog goriva, a time se smanjuje i emisija ugljičnog dioksida. Pametna stakla uz sve navedeno mogu potpunim zatamnjenjem osigurati trenutnu privatnost korisnika.
SPD-pametna stakla u zrakoplovstvu
Više od 30 različitih modela zrakoplova imaju SPD-pametna stakla u pogonu. SPD-pametna stakla smanjuju troškove održavanja, blokiraju UV zračenja i blokiraju kabinsko pregrijavanje.
SPD-pametna stakla u brodogradnji
Prilagodljivost i kontrola posebno su važni u morskom okolišu. SPD-pametna stakla omogućuju korisniku precizno kontroliranje količine svjetlosti, odsjaja i topline koja prolazi kroz prozore, okna i vrata.
SPD-pametna stakla u građevinarstvu
SPD-pametna stakla na prozorima, krovnim prozorima, oknima i pregradama nude osebujan spoj energetske učinkovitosti, komfora i sigurnosti. SPD-pametna stakla omogućavaju ljudima da zatamnjuju prostorije prema vlastitom izboru, minimiziraju zahtjeve za hlađenje i grijanje prostorija te štite interijer da izblijedi.

### Elektrokromatski uređaji
Elektroktromatski uređaji također mijenjaju svojstva transmisije svjetlosti i topline promijenom napona, ali razlikuju se od SPD-pametnih stakala po tome što kada postignu određeno zatamnjenje više nije potreban napon za održavanje tog stanja. Tamnjenje stakala počinje s rubova, kreće se prema unutrašnjosti te je relativno spor proces koji traje od nekoliko sekundi do nekoliko minuta, ovisno o veličini prozora. Elektrokromatska stakla osiguravaju vidljivost i u zamračenom stanju, a time održavaju vidljiv kontakt s vanjskim okolišem. Elektrokromatski uređaji se koristi u malim aplikacijama kao što su retrovizori. Elektrokromatska tehnologija najviše se koristi u zatvorenom prostoru, primjerice, za zaštitu predmeta u vitrinama i za zaštitu slika u staklenim okvirima od štetnog djelovanja UV zračenja i vidljivog spektra umjetne svjetlosti. 
Nedavni razvoj Elektrokromatskih materijala omogućio je da se elektrokromatski uređaji mogu ponašati kao i ogledala.

### Polimeri raspršenih tekućih kristala (PDLCs)
Polimeri raspršenih tekućih kristala (eng. Polymer Dispersed Liquid Crystal Devices, PDLCs) su uređaji koji sadrže tekuće kristale dispergirane u tekućem polimeru. Takva mješavina nalazi se između dva sloja stakla te zajedno tvore jednu vrstu kondenzatora. Elektrode iz napajanja priključene su na elektrode pametnih stakala. Bez napona, tekući kristali slučajno su raspoređeni u kapljicama te stvaraju neproziran bijeli izgled. Kada se pojavi napon na elektrodama, neprozirnost se smanjuje sve do potpunog propuštanja svjetlosti odnosno do 100% prozirnosti.
Ova tehnologija korištena je u unutarnjim i vanjskim postavkama za kontrolu privatnosti (npr. dvorane, prostori za intenzivnu njegu, kupaonice/tuš vrata) i kao privremeno projekcijsko platno.

### Mikro-sjenila
Mikro-sjenila su trenutno u razvoju na National Research Council-u (Canada).

Mikro-sjenila kontroliraju količinu prijenosa svjetlosti naponom. Mikro-sjenila sastoje se od valjanih tankih metalnih roleta na staklu. One su vrlo male i stoga gotovo nevidljive za oči. Metalni sloj nanosi se magnetronskim raspršenjem. Staklene podloge uključuju tanki sloj transparentnog vodljivog oksida (TCO). Tanak izolator je pohranjen između valjanog metalnog sloja i TCO sloja za električno razdvajanje. Bez napona, mikro-sjenila su valjana i propuštaju svjetlost. Kada postoji razlika potencijala između valjanog metalnog sloja i transparentnog vodljivog sloja, tada se blokira svjetlost ovisno o veličini razlike potencijala.
A video available on YouTube

### Nanokristali
Tanki premaz nanokristala ugrađen u staklima može pružiti selektivnu kontrolu nad propuštenom svjetlosti i toplinom.

## Neelektrična pametna stakla

### Mehanička pametna stakla
Jeftina alternativa visokotehnološkim pametnim staklima sastoji se od dvije reflektirajuće ploče koje su montirane tako da postoji mali razmak između njih. Kada se u taj mali prostor ubaci tekućina jednakog indeksa loma kao što ga imaju reflektirajuće ploče, staklo postaje prozirno.